# Ильницкий, Иван Александрович
Ива́н Алекса́ндрович Ильни́цкий (9 января 1983; Петрозаводск, Карельская АССР, РСФСР, СССР) — российский футболист, игрок в мини-футбол. Мастер спорта Казахстана.

## Карьера
Воспитанник кондопожского футбола (первый тренер — Александр Антонов). Ещё будучи школьником, начал играть за петрозаводский клуб ГТС, выступавший в дивизионе «Б» Первой лиги. На способного нападающего обратили внимание специалисты, и в 2000 году Ильницкий переехал в Санкт-Петербург, где стал учиться в Инженерно-экономическом университете и параллельно играть за команду вуза в Первой лиге.
Когда в 2001 году «Стройимпульс», выступавший под флагом «Единства», фактически отказался от участия в чемпионате страны, то для того, чтобы сохранить в Санкт-Петербурге клуб Высшей лиги, за него стал играть «Инжэкон» в полном составе. Из-за финансовых проблем «Единство» не смогло завершить сезон, и, сыграв 22 матча из 30, команда снялась с чемпионата. Однако для самого Ильницкого сезон сложился удачно: он участвовал во всех 22 играх и забил 15 мячей.
Благодаря этому Ильницкий был приглашён Олегом Ивановым в московское «Динамо». Вскоре руководство клуба сделало ставку на бразильских легионеров, и молодые игроки перестали попадать в состав, поэтому сезон 2002—2003 годов Ильницкий завершил в аренде в «Полигране-Внуково».
Летом 2003 года Ильницкий уехал в Казахстан, приняв предложение карагандинского «Тулпара». Два года подряд команда становилась вице-чемпионом, а Ильницкий — лучшим бомбардиром чемпионата. В сезоне 2003—2004 годов «Тулпар» выиграл Кубок страны. За эти достижения Ильницкий был удостоен звания Мастера спорта Казахстана.
В феврале 2006 года «Тулпар» снялся с чемпионата, протестуя против предвзятости по отношению к клубу со стороны судей и руководства департамента футзала. Ильницкий вернулся в Санкт-Петербург и доиграл сезон в «СТАФ-Альянсе», успев принять участие в последнем туре Высшей лиги и матчах «плей-офф». Команда завоевала место в Суперлиге, но решила от него отказаться и провести ещё один сезон во втором эшелоне российского мини-футбола.
В 2007 году «СТАФ-Альянс» повторно завоевал путёвку в элитный дивизион, Ильницкий в 27 проведённых играх забил 28 мячей. На этот раз клуб воспользовался своим правом и, уже под новым названием «Динамо», дебютировал в Суперлиге. Чемпионат 2007—2008 годов «Динамо» завершило на десятом месте, но в январе 2009 года было вынуждено сняться по финансовым причинам. Сезон Ильницкий завершил в «ТТГ-Югре», в составе которой выиграл бронзовую медаль.
Не задержавшись в Югорске, Ильницкий подписал контракт со львовской «Энергией». Заняв в 2010 году вместе с командой третье место чемпионата Украины, он снова вернулся в Санкт-Петербург, перейдя в «Политех».
С 2013 года играет за любительский клуб «Петербург 04» (ранее «ПетербургГаз»), выступающий в чемпионате города, одновременно служащим в качестве зонального турнира Первой лиги. Ненадолго вернулся в соревнования всероссийского уровня в сезоне 2014—2015 годов, когда в связи с реорганизацией системы российских лиг чемпионат Санкт-Петербурга был разыгран в рамках Высшей лиги «Б».

## Достижения

### Командные
- Вице-чемпион Казахстана: 2003/04, 2004/05
- Победитель Кубка Казахстана: 2003
- Бронзовый призёр Чемпионата России: 2008/09
- Бронзовый призёр Чемпионата Украины: 2009/10
- Серебряный призёр Высшей лиги России: 2006/07, 2007/08
- Бронзовый призёр Высшей лиги «Б»: 2014/15

### Личные
- Лучший бомбардир Чемпионата Казахстана: 2003/04[2], 2004/05[3]

## Статистика выступлений
| Клуб               | Сезон     | Лига       | Чемпионат | Чемпионат | Кубок | Кубок |
| Клуб               | Сезон     | Лига       | Игры      | Голы      | Игры  | Голы  |
| ------------------ | --------- | ---------- | --------- | --------- | ----- | ----- |
| ГТС (Петрозаводск) | 1999/2000 | Первая «Б» | ?         | ?         | —     | —     |
| Инжэкон (СПб)      | 2000/2001 | Первая «Б» | ?         | ?         | —     | —     |
| Единство           | 2001/2002 | Высшая     | 22        | 15        |       |       |
| Динамо (Москва)    | 2002/2003 | Высшая     | ?         | ?         |       |       |
| Полигран-Внуково   | 2002/2003 | Высшая     | ?         | ?         |       |       |
| Тулпар             | 2003/2004 | Высшая     | ?         | 43        |       |       |
| Тулпар             | 2004/2005 | Высшая     | ?         | 40        |       |       |
| Тулпар             | 2005/2006 | Высшая     | ?         | ?         |       |       |
| Динамо (СПб)       | 2005/2006 | Высшая     | ?         | 1         |       |       |
| Динамо (СПб)       | 2006/2007 | Высшая     | 27        | 28        |       |       |
| Динамо (СПб)       | 2007/2008 | Суперлига  | 47        | 25        |       |       |
| Динамо (СПб)       | 2008/2009 | Суперлига  | 22        | 18        |       |       |
| ТТГ-Югра           | 2008/2009 | Суперлига  | 10        | 3         |       |       |
| Энергия (Львов)    | 2009/2010 | Высшая     | 32        | 22        | 4     | 3     |
| Политех            | 2010/2011 | Суперлига  | 24        | 5         | 4     | 2     |
| Политех            | 2011/2012 | Суперлига  | 13        | 4         | 0     | 0     |
| Политех            | 2012/2013 | Суперлига  | 24        | 13        | 4     | 1     |
| ПетербургГаз       | 2014/2015 | Высшая «Б» | 9         | 3         | —     | —     |

(откорректировано по состоянию на 11 декабря 2018)

## Образование
Закончил Санкт-Петербургский государственный инженерно-экономический университет.